# كوايك (سلسلة)
كوايك (بالإنجليزية: Quake)‏ هي سلسلة ألعاب فيديو تنتجها شركة إد سوفتوير (ID Software) من نوع الرماية لمنظور الشخص الأول بدأت في عام 1996 .

## قائمة ألعاب Quake

### الأجزاء مع تاريخ الإصدار والأجهزة
| العنوان        | سنة الإصدار | الأجهزة                                                                                                 |
| -------------- | ----------- | --- |
| كوايك          | 1996        | إم إس-دوس ، ماك أو أس عشرة ، ويندوز ، نينتندو 64، سيجا ساترن ، جنو/لينكس ، أميغا أو إس                  |
| كوايك 2        | 1997        | ويندوز ، نينتندو 64،بلاي ستيشن ،كلاسيك ماك أو إس، جنو/لينكس ، أميغا أو إس ، إكس بوكس 360 ، زيبو         |
| كوايك 3 أرينا  | 1999        | ويندوز ، جنو/لينكس ، ماك أو إس ، كلاسيك ماك أو إس، دريم كاست ، بلاي ستيشن 2 ، إكس بوكس 360 ، آي أو إس . |
| كوايك 4        | 2005        | ويندوز ، إكس بوكس 360                                                                                   |
| كواك تشامبيونز | 2017        | ويندوز                                                                                                  |

## وصلات خارجية
- الموقع الرسمي